# 114022 Bizyaev
114022 Bizyaev è un asteroide della fascia principale. Scoperto nel 2002, presenta un'orbita caratterizzata da un semiasse maggiore pari a 2,6838000 UA e da un'eccentricità di 0,1021884, inclinata di 11,70198° rispetto all'eclittica.